# Атлантична панорама
«Атлантична панорама» — журнал, друкований орган Міністерства оборони України.
Головні завдання видання: висвітлення та роз'яснення процесів європейської та євроатлантичної інтеграції (зміни у 2010) України, а також важливих політичних, економічних, соціальних, гуманітарних, науково-технічних аспектів життєдіяльності держави та Збройних Сил України.

## Історія створення
Протягом 2003—2004 років творчий колектив редакції газети Військ Протиповітряної оборони України «Вартові неба» (була розформована 31 грудня 2004 року) створив і випускав спеціалізований додаток англійською та українською мовами «Панорама+». Основна мета — інформування українців щодо необхідності європейської та євроатлантичної інтеграції України, миротворчої діяльності Збройних Сил України.
Цільової аудиторією видання стали не тільки військовослужбовці та члени їх родин: великий інтерес до нього проявляли люди з різних верств населення України.
23 грудня 2004 року Кабінетом Міністрів України було затверджено «План заходів щодо виконання у 2005 році Державної програми інформування громадськості з питань євроатлантичної інтеграції України на 2004—2007 роки». 42-й пункт даного Плану передбачав створення Міністерством оборони України спеціалізованого видання, яке б висвітлювало і роз'яснювало питання європейської та євроатлантичної інтеграції держави.
Стартовим майданчиком для нового видання як раз і став додаток до газети «Вартові неба» «Панорама+».
10 січня 2005 року Міністром оборони України було прийнято рішення щодо формування нового повнокольорового журналу, який отримав назву «Атлантична панорама».
Головне завдання, що покладалось на видання, полягало у висвітленні та роз'ясненні процесів європейської та євроатлантичної інтеграції України, а також важливих політичних, економічних, соціальних, гуманітарних, науково-технічних аспектів життєдіяльності держави та Збройних Сил України.
Протягом декількох місяців було видано відповідну організаційно-штатну директиву, розроблено та затверджено штат видання.
3 листопада 2005 року Міністр оборони України підписав наказ № 659, згідно з яким було затверджено Статут редакції журналу «Атлантична панорама». Отже, редакція отримала юридичну підставу для оформлення Свідоцтва про державну реєстрацію друкованого засобу масової інформації — документа, що надає законне право на випуск журналу.
20 грудня 2005 року Державним комітетом телебачення і радіомовлення України редакції журналу «Атлантична панорама» було видано Свідоцтво про державну реєстрацію друкованого засобу масової інформації (№ 10758 серія КВ).

## Теми публікацій
Певне місце у публікаціях займає висвітлення питань міжнародного співробітництва яке стало одним з найважливіших напрямків діяльності вітчизняного військового відомства в умовах динамічної трансформації галузі національної безпеки. Сьогодні спектр міжнародного співробітництва Міністерства оборони і Збройних Сил України охоплює близько 90 країн світу й ряд провідних міжнародних організацій.
Одним з перших Україна встановила тісні військові контакти з Об'єднаним Королівством Великої Британії й Північної Ірландії. У вересні 1993 року був підписаний Меморандум про взаєморозуміння в питаннях військових контактів і співробітництва між Міністерством оборони України і Міністерством оборони Великої Британії. Цей основний документ став відправною точкою для підписання ще близько п'яти документів, що регламентують співробітництво в військовій сфері між двома країнами.
Великий внесок у вивчення англійської мови українськими військовими і цивільним персоналом Міністерства оборони України зробила така організація, як Британська Рада в Україні. Одним із успішних прикладів був заснований у 1998 проект Британської Ради в Україні «Миротворча англійська» із залученням британських викладачів, який успішно діяв у містах Вінниця, Львів, Чернігів, Севастопіль та Харків. Більше 100 українських офіцерів за цей час вивчили англійську мову в Військовому інституті іноземних мов у місті Беконсфілд та університеті Ріпона та Йорка у місті Йорк. А на курсі ICELT Кембриджського університету для практикуючих викладачів англійської мови пройшли навчання понад 20 викладачів вищих військових навчальних закладів України. Як показує аналіз, близько 80 % офіцерів, які пройшли навчання на курсах англійської мови, нині служать на посадах, де необхідно знання англійської, займаються оперативним плануванням або забезпеченням міжнародного військового співробітництва.